# In and Out of Consciousness: The Greatest Hits 1990–2010
In and Out of Consciousness: Greatest Hits 1990–2010 – jest drugim albumem kompilacyjnym Robbie’ego Williamsa, wydanym w 2010 roku. Album promowany był singlem „Shame”, którego wokalista nagrał w duecie z Garym Barlowem z zespołu Take That.

## Lista utworów
Opracowano na podstawie materiału źródłowego.
CD1
1. „Shame” (& Gary Barlow) – 4:23
2. „Heart and I” – 4:41
3. „You Know Me” – 3:50
4. „Bodies” – 4:04
5. „Morning Sun” – 3:55
6. „She's Madonna” – 4:16
7. „Lovelight” – 4:02
8. „Rudebox” – 3:46
9. „Sin Sin Sin” – 4:09
10. „Advertising Space” – 4:37
11. „Make Me Pure” – 3:49
12. „Tripping” – 4:03
13. „Misunderstood” – 4:01
14. „Radio” – 3:50
15. „Sexed Up” – 4:11
16. „Something Beautiful” – 4:01
17. „Come Undone” – 3:55
18. „Feel” – 3:42
19. „Mr. Bojangles” – 3:17

CD2
1. „I Will Talk and Hollywood Will Listen” – 3:17
2. „Somethin' Stupid” (& Nicole Kidman) – 2:50
3. „The Road to Mandalay” – 3:18
4. „Eternity” – 4:11
5. „Let Love Be Your Energy” – 4:06
6. „Supreme” – 4:18
7. „Kids” (& Kylie Minogue) – 4:18
8. „Rock DJ” – 4:18
9. „It's Only Us” – 2:52
10. „She's The One” – 4:18
11. „Strong” – 4:18
12. „No Regrets” – 4:43
13. „Millenium” – 3:45
14. „Let Me Entertain You” – 4:21
15. „Angels” – 3:58
16. „South of the Border” – 3:40
17. „Lazy Days” – 3:53
18. „Old Before I Die” – 3:54
19. „Freedom” – 4:20
20. „Everything Changes” (& Take That) – 3:34